# Vestsibiriske slette
Den Vestsibiriske slette (russisk: За́падно-Сиби́рская равни́на) er en stor slette, som udgør den vestlige del af Sibirien, beliggende mellem Uralbjergene i vest og floden Jenisej i øst. Mod syd afgrænses højsletten af de østlige Sajan bjerge og Baikal bjergene, mod nord af Ishavet. Meget af højsletten er ikke afdrænet og udgør nogle af verdens største moseområder- og flodsletter. Vigtige byer er Omsk og Tjeljabinsk, der ligger i Ural i et område rigt på kulforekomster.

## Klima og Geografi
Den vestsibiriske slette dækker mere end 2,5 mio. km² og udgør verdens største sammenhængende lavlandsområde – mere end 50% ligger under 100 meter over havets overflade,. Fra nord til syd er der ca. 2.400 km og fra øst til vest ca. 1.900 km.
Området omfatter mindst 6 biomer: tundra, skovtundra, taiga, tempereret løvfældende skov, skovsteppe og steppe. Jenisei flyder 3.500 km gennem sletten – medregnes bifloden Angara, bliver flodsystemets længde 5.500 km. Floden udgør grænsen i øst mellem den vestsibiriske slette og den midtsibiriske højslette. Vintrene er lange og hårde – klimaet er subarktisk til arktisk mod nord og kontinentalt i midten og sydpå.

## Geologi
Den vestsibirske slette består hovedsageligt af kænozoiske, alluviale aflejringer, der strækker sig sydpå til Ob-Irtysh. Disse danner hist og her lave bakker og åse, men ud over dette er sletten stort set flad. Det er et af verdens største områder med tørv og omfatter betydelige områder med højmose. Formentlig verdens største højmose ligger ved Vasuganskoe. Den omfatter ca. 51.000 km².
Sydpå, hvor der stort set ikke forekommer permafrost, er sletten dækket af frodig græssteppe. Store områder oversvømmes i foråret, og dette gør, at meget af området er uegnet til landbrug. Sletten har også betydelige forekomster af olie og gas i undergrunden.